# Talsperre Mansfield
Die Talsperre Mansfield (englisch Mansfield Dam, ursprünglich als Marshall Ford Dam bezeichnet, später nach dem Kongressabgeordneten Joseph J. Mansfield umbenannt) ist eine Talsperre mit Wasserkraftwerk im Travis County, Bundesstaat Texas, USA. Sie staut den Colorado River zu einem Stausee (engl. Lake Travis) auf. Die Stadt Austin liegt etwa 21 km (13 miles) südöstlich der Talsperre.
Die Talsperre wurde in erster Linie für den Hochwasserschutz der Stadt Austin errichtet; daneben dient sie auch der Stromerzeugung und der Trinkwasserversorgung. Mit ihrem Bau wurde im März 1937 begonnen. Sie wurde im Mai 1942 fertiggestellt. Die Talsperre wurde durch die Lower Colorado River Authority (LCRA) und das United States Bureau of Reclamation (USBR) errichtet; sie ist im Besitz von LCRA und wird auch durch LCRA betrieben.

## Absperrbauwerk
Das Absperrbauwerk besteht aus einer Gewichtsstaumauer aus Beton mit einer Höhe von 84,7 m (278 ft) sowie einem Erdschüttdamm mit einer Höhe von bis zu 30,5 m (100 ft), der sich auf der linken Seite der Staumauer daran anschließt. Die Mauerkrone liegt auf einer Höhe von 228,6 m (750 ft) über dem Meeresspiegel. Die Länge der Mauerkrone beträgt 738,5 m (2423 ft); die Länge des gesamten Absperrbauwerks liegt bei 2160 m (7089 ft). Das Volumen des verbauten Betons beträgt 1,37 Mio. m³ (1,8 Mio. cubic yards).
Die Staumauer verfügt sowohl über eine Hochwasserentlastung an der Mauerkrone als auch über 24 Fluttore (engl. flood gates), die durch die Staumauer führen. Über jedes der Fluttore können 148,7 m³/s (5250 cft/s) abgeleitet werden.

## Stausee
Beim normalen Stauziel von 207,7 m (engl. conservation pool elevation: 681,6 ft) erstreckt sich der Stausee über eine Fläche von rund 78,09 km² (19.297 acres) und fasst 1,4 Mrd. m³ (1,134 Mio. acre-feet) Wasser. Beim maximalen Stauziel von 217,8 m (engl. flood pool elevation: 714,6 ft) erstreckt sich der Stausee über eine Fläche von rund 118 km² (29.160 acres) und fasst 2,37 Mrd. m³ (1,921 Mio. acre-feet) Wasser. Mit dem Einstau wurde im September 1940 begonnen.
Im Zuge einer stark besuchten Bootsparade zur Unterstützung des Präsidentschaftswahlkampfs 2020 von Amtsinhaber Donald Trump kippten und kenterten einige Boote im Lake Travis.

## Kraftwerk
Das Kraftwerk (engl. Marshall Ford Hydroelectric Powerplant) befindet sich am Fuß der Talsperre. Die installierte Leistung beträgt 102,5 (bzw. 108 oder 110) MW; sie lag ursprünglich bei 67,5 MW. Die Jahreserzeugung schwankt: sie lag 2000 bei rund 83 Mio. kWh und 2005 bei rund 219 Mio. kWh. Im Durchschnitt der Jahre von 1943 bis 1967 betrug die jährliche Erzeugung 149,4 Mio. kWh.
Die erste Maschine des Kraftwerks ging am 27. Januar 1941 in Betrieb. Jede der drei ursprünglichen Francis-Turbinen war für eine Leistung von 22,5 MW (maximal 29 MW) ausgelegt. Die Nenndrehzahl der Turbinen lag bei 144 Umdrehungen pro Minute. Die Nennspannung der von GE gefertigten Generatoren betrug 13,8 kV. Die Fallhöhe betrug 56,7 m (186 ft) bei einem Stauziel von 207,6 m (681,1 ft).
Im Jahr 1999 wurde eine Leistungssteigerung durchgeführt. Die neuen Maschinen leisten jede maximal 34 MVA. Der maximale Durchfluss beträgt 209,5 m³/s (7400 cft/s) für alle drei Turbinen zusammen.

## Geschichte
Der Bau einer Stauanlage für die Stromerzeugung in der Nähe der Stadt Austin wurde erstmals 1888 vorgeschlagen. Die Stadt Austin errichtete 1893 den Austin Dam zum Zweck der Stromerzeugung; diese Stauanlage wurde aber 1900 bei einem Hochwasser zerstört. Wiederkehrende Hochwasser richteten in der Stadt zwischen 1900 und 1923 großen Schaden an. Die Forderungen der Öffentlichkeit, eine Talsperre für den Hochwasserschutz der Stadt Austin zu errichten, wurden in den 1920er Jahren immer stärker.
Im November 1934 wurde die Lower Colorado River Authority (LCRA) gegründet. Nachdem ein Teil der nötigen Finanzmittel für den Bau neuer und die Erweiterung bereits existierender Talsperren am Colorado River bewilligt waren, wurde am 7. Dezember 1936 ein erster Auftrag für den zukünftigen Marshall Ford Dam an eine Baufirma vergeben. Die Bauaufsicht wurde dem United States Bureau of Reclamation (USBR) übertragen. Obwohl das Projekt erst am 26. August 1937 offiziell durch den Rivers and Harbors Act genehmigt wurde, hatten die Vorbereitungsarbeiten an der Baustelle schon im Februar 1937 begonnen. Am 19. Februar 1937 wurde der erste Spatenstich durch den damaligen US-Innenminister Harold L. Ickes durchgeführt und einen Monat später, am 19. März wurde mit den Gründungsarbeiten für das Fundament begonnen. Am 30. Oktober wurde der erste Betonblock für die Staumauer gegossen.
Die Staumauer sollte in einem ersten Schritt als low dam mit einer Höhe von 58 m (190 ft) errichtet werden; zu einem späteren Zeitpunkt sollte die Staumauer gegebenenfalls zu einem high dam mit einer Höhe von 80,7 m (265 ft) erweitert werden. Am 23. Juli 1938 kam es zu einem weiteren schweren Hochwasser, wodurch der Widerstand gegen den high dam abnahm; der ursprüngliche Vertrag zwischen der Bundesregierung und der LCRA wurde jedoch erst im August 1939 um die Pläne für den high dam ergänzt. Die Maschinenhalle des Kraftwerks wurde am 5. Dezember 1940 fertiggestellt. Im ersten Halbjahr 1941 wurden die Maschinen des Kraftwerks installiert; der dritte Generator wurde am 13. Juni 1941 in Betrieb genommen. Im Dezember 1941 wurden die letzten Betonarbeiten an der Talsperre durchgeführt und die Arbeiten waren im Mai 1942 abgeschlossen.
Am 21. Februar 1941 wurde die Talsperre nach dem Kongressabgeordneten Joseph J. Mansfield benannt.